# Террадельяс, Доминго
Доми́нго Миге́ль Бернабе́ Терраде́льяс (исп. Domingo Miguel Bernabé Terradellas, кат. Domènec Terradellas, итал. Domenico Terradellas или Domenico Terradeglias; 13 февраля 1713, Барселона — 20 мая 1751, Рим) — итальянский композитор испанского происхождения.

## Биография
Доминго Террадельяс родился в Барселоне в феврале 1713 года. Начальное музыкальное образование получил у хормейстера базилики Санта-Мария-дель-Мар Франсиско Вальса. Затем переехал в Неаполь, где с 23 мая 1732 года в течение шести лет обучался в консерватории Повери-ди-Джезу-Кристо у Франческо Дуранте. Первое произведение — ораторию Giuseppe riconosciuto написал ещё во время учёбы, а после окончания консерватории, в 1739 году представил на карнавале героическую оперу Astarto.
С 1743 по 1745 годы жил в Риме, где служил капельмейстером в церквях Сан-Джакомо-дельи-Спаньоли и Сант-Идельфонсо. В 1743 году представил публике оперу Merope, которая имела ошеломляющий успех. На следующий год представил оперу Artaserse, также тепло принятую  публикой. В 1746 году отправился в Лондон, где поставил несколько опер в крупнейших театрах британской столицы. В 1750 году вернулся в Рим, где скончался в следующем году. Несмотря на своё испанское происхождение, считается искусствоведами представителем итальянской и в частности — неаполитанской музыкальной школы.

## Сочинения
Сочинения Террадельяса при жизни пользовались огромной популярностью. Он также оказал серьёзное влияние на музыку своей эпохи — первым использовал крещендо в опере Bellerofonte (1747). Террадельяс — автор 12 опер:
- Astarto (1739, Рим)
- Cerere (1740, Рим)
- Gl’intrichi delle cantarine (1740, Неаполь)
- Merope (1743, Рим)
- Artaserse (1744, Венеция)
- Semiramide riconosciuta (1746, Флоренция)
- Mitridate (1746, Лондон)
- Bellerofonte (1747, Лондон)
- Didone abbandonata (1750, Турин)
- Imeneo in Atene (1750, Венеция)
- Sesosti, rè d’Egitto (1751, Рим)

Он также автор нескольких сочинений религиозного характера — месс, мотетов, ораторий и увертюр.